# المراكز الجامعية (العراق)
المراكز الجامعية هي أحد التقسيمات الجامعية التي تسعى بالاشتراك مع الكليات من أجل تطوير المجتمع. تختلف تسميات المراكز حسب التخصص المنسوب إليها والأهداف التي شكلت لأجلها. ولكن في الغالب المراكز تنقسم إلى قسمين مراكز علمية ومراكز بحثية.
أغلب جامعات العراق تحتوي على كلا الصنفين. يختلف عدد المراكز وأنشطتها حسب الحاجة إليها. مثلا جامعة بغداد تحتوي على 10 مراكز ذات نشاطات مختلفة، جامعة الأنبار، تحتوي على 6 مراكز (اثنان عملية وأربعة بحثية). هذه المراكز لها دور فعال ومهم في تصحيح وتقدم المسيرة التعليمية وتطوير المجتمع وايجاد حلول للمشاكل.

## تصنيف المراكز
تنقسم المراكز بشكل عام إلى قمسين:

### مراكز علمية
وهي تشمل المراكز التي تهتم في تطوير الجانب العلمي للكوادر والطلاب والمجتمع بضكل عام. ومنها مراكز التعليم المستمر والذي يوجد تقريبا في كل الجامعات. ويتهم بطوير الموارد البشرية لتواكب التطور الحاصل في العمل. وايضا يساهم في زيادة الجانب المعرفي للاشخاص. وماكز الحاسبة الالكترونية والتي تهتم في تطوير الجامعات في جانب تكنلوجيا المعلومات. أيضا يساهم في توفير دورات في مجالات مختلفة والتي تساهم في رفع مهارات الافراد من اجل الحصول على فرص أفضل. وفي الاونة الاخيرة استحدثت مراكز التعليم الإلكتروني خصوصا وبعد تحول الدراسة إلى النظام الإلكتروني بسبب جائحة كورونا.

### مراكز بحثية
وهي تشمل المراكز التي تهتم بدراسة وايجاد حلول للمشاكل الحالية في قطاعات مختلفة منها البيئة والهندسة والطاقة والطب والدراسات الاستراتيجية. فمثلا مركز دراسات الصحراء في جامعة الانبار يدرس المشاكل التي يعاني منها العراق والتي نتجت عن زيادة المساحة الصحراوية ويحاول إيجاد حلول لها خصوصًا مع قلة المياه. مركز الطاقة المتجددة والذي يهتم بدراسة طرق ووسائل توليد الطاقة النظيفة واستغلال أجواء العراق لذلك. مركز بحوث السرطان في جامعة بغداد والذي يسهم في دراسة اسباب الإصابة الكثيرة في العراق ويحاول ايجاد حلول لتقليل الاصابات لو اكتشافها مبكراً.